# Adrian Shaw
Adrian Shaw, noto anche come Ade Shaw (Hampstead, 2 gennaio 1947), è un bassista britannico.

## Discografia

### Con gli Hawkwind
- 1977 - Quark, Strangeness and Charm
- 1979 - PXR5

### Con Country Joe McDonald
- 1998 - Eat Flowers and Kiss Babies

### Con The Bevis Frond
- 1995 - Superseeder
- 2000 - Valedictory Songs
- 2002 - What Did For the Dinosaurs
- 2004 - Hit Squad

### Solista
- 1991 - Aerial Dance
- 1996 - Tea For the Hydra
- 2000 - Head Cleaner
- 2002 - Look Out
- 2004 - String Theory